# 黑傑克
黑傑克（英語：Black Jack，日语： Burakku Jakku ?），本名間黑男（日语：／ Hazama Kuroo ?），是漫畫家手塚治虫創造的虛構人物，為其醫療漫畫作品《怪醫黑傑克》的主角。首次登場於1973年的週刊漫畫雜誌《週刊少年Champion》，黑傑克為一名沒有醫師執照卻擁有高超醫術的外科醫生，常向病人收取高額手術費，其半黑半白的頭髮、擁有疤痕和不同膚色的臉及總是穿著的黑色大衣為這個角色的外型特徵。雜誌於2011年開始連載田畑由秋和大雄由護合作創作的致敬漫畫《青年黑傑克》至2019年，主要講述黑傑克——間黑男在醫學生時期的故事。

## 創造及概念
黑傑克的創造者，漫畫家手塚治虫，一開始只打算畫幾回《怪醫黑傑克》以紀念自己漫畫家生活三十週年，後來作品太受歡迎才開始連載。他說：「（當我第一次畫這個角色時）為什麼他臉上會有疤痕，還有蒼白的臉色、過時的斗篷和領結？他收取了高額的手術費，為什麼要住在破舊的老房子裡？對此我什麼都沒想，在當時這些設定並沒有特別的意含。」後來手塚治虫說，黑傑克的性格和他辛酸的成長過程中有關。
根據手塚治虫在漫畫單行本的自序說明，這個名字來自海盜旗上兩根骨頭及一個骷髏的標誌：「海盜是給人怪異蠻橫的印象的，而我漫畫書中的主角，生活與行徑也都很特異……其治病的收費金額也高得嚇人，有如海盜的劫掠一般。」他也提到，黑傑克不在乎世俗眼光，且用錢相當揮霍。

## 角色刻劃

### 原著
黑傑克本名間黑男，小時候與母親在沙灘散步時，因為被未爆彈炸傷而險些喪命，其父親卻拋下了母子倆遠走高飛，在被本間丈太郎醫師救治後（與為了醫治高中好友）立志成為醫師。他被稱為天才外科醫師，但特立獨行於醫療體系外，也沒有醫師執照。他身穿黑斗篷，一道刀縫痕橫過半張臉，膚色較黑的半邊臉是童年好友捐贈的皮膚。表面上，黑傑克是有些陰沉的角色。
他治療過形形色色的病人，索取的治療費用常昂貴得嚇人。傳言說他是個貪婪無情的人，但事情並沒有那麼單純，若病患受苦的故事感動了黑傑克，他將不會收取任何治療費用。且他把大部分從富有的病人那搾取出的錢捐給了慈善機構。
手塚治虫本身是一位醫學博士。他把黑傑克形塑成一名憤世嫉俗的外科醫生，某種程度上被認為他將自身投射在這個角色上。黑傑克時常自問的問題「生命的意義為何？」、「人類的幸福立基於什麼？」同時也是手塚治虫畫筆下各個作品的主題。

### 青年黑傑克
《青年黑傑克》為獲手塚工作室授權的《怪醫黑傑克》前傳作品，以紀念後者40週年，主要講述黑傑克醫學生時代的故事。該作中，主角仍被以本名「間黑男」稱呼，並較原作少了神秘陰森的氣息、多了股孤傲。外型也因繪者的美型畫風而顯得陰柔。擔綱腳本的田畑由秋將故事與原作的時間軸同步，設定為1960年代的日本，並將當時的社會時事融入劇情，描繪黑傑克在那個大環境下看到、領悟了什麼，暗示塑造其在原著中性格的原因。

## 評價
IGN於2014年將黑傑克評為「25個最偉大的動畫角色」中的第24名。《怪醫黑傑克》為手塚治虫筆下最著名的作品之一。該作把「醫療傭兵」的概念引進了動畫界。很難在動畫史上找到另一個和他相似的角色。就像那個時代的「豪斯醫生」，但較不那麼愛冷嘲熱諷，故事也更具戲劇性。這個角色達到了很少動畫角色達成的成就：他使一個日常的職業成為英雄式的工作。即使他的故事有時相當奇幻，內容主要仍是關於如何用科學、醫學、智慧、同情心改善病患的生活。過去曾有一些《怪醫黑傑克》的動畫問世，雖然每個版本的黑傑克都不太一樣，他的宗旨永遠是解決醫學上的謎團，使世界上少一些苦難。
《腐女醫的醫者道！》作者於書中表示「考慮黑傑克是無保險治療，一、兩千萬或許並不算高，而是合理價錢」。:89

## 延伸閱讀
- 陳仲偉. . 臺灣: 東販. 2012-10-01 （中文（繁體））.

## 註解
1. ↑  OVA
2. ↑  怪醫黑傑克-超人類
3. ↑  手塚治虫家族奇案（日语：手塚治虫が消えた!? 20世紀最後の怪事件）與怪醫黑傑克 4個生命奇蹟
4. ↑  怪醫黑傑克、怪醫黑傑克-兩位神秘醫師與怪醫黑傑克21
5. ↑  怪醫黑傑克
6. ↑  怪醫黑傑克